# C14H21NO4
化学式C14H21NO4（摩尔质量：267.33 g/mol）可能指：
- 乙霉威，CAS号：87130-20-9
- Weberine（5,6,7,8-四甲氧基-2-甲基-1,2,3,4-四氢异喹啉），CAS号：74046-24-5

|  | 这个同类索引页列出了具有相同分子式的化学物（即同分異構體）条目。 除非您是有意链接至本页，否则应将相应条目的内部链接指向正确的条目。 |